# Сластенко Євгеній Федорович
Євгеній Федорович Сластенко — (народився 21 квітня 1940 у м. Харків (Україна) — помер 14 листопада 2019 у м. Київ (Україна)) — кандидат філософських наук, професор Гуманітарного інституту НАУ.

## Освіта, наукові ступені і вчені звання
У 1969 — закінчив філософський факультет Київського державного університету імені Тараса Шевченка за спеціальністю «Філософ, викладач філософських дисциплін і суспільствознавства».
У 1980 — захистив дисертацію на тему «Інтернаціоналізація духовної культури як закономірність розвитку соціалістичних націй» на здобуття наукового ступеня кандидата філософських наук за спеціальністю «Науковий комунізм».

## Кар'єра
З 1 січня 1963 — працював в Київському інституті інженерів цивільної авіації (з 2000 р. — Національний авіаційний університет) лаборантом кафедри конструкції літальних апаратів;
- 1968 — 1971 — ст. лаборантом кафедри марксистсько-ленінської філософії;
- 1971 — 1978 — асистентом кафедри марксистсько-ленінської філософської;
- 1978 — 1981 — старшим викладачем кафедри марксистсько-ленінської філософії;
- 1981 — 1987 — доцентом кафедри марксистсько-ленінської філософії;
- 1987 — 1990 — виконувачем обов'язків завідувача кафедри філософії;
- 1990 — 2000 — завідувачем кафедри філософії;
- 2000 — 2004 — доцентом кафедри філософії НАУ;
- з 2004 — професором кафедри філософії Гуманітарного інституту НАУ[3].

Сфери наукових інтересів Є. Сластенка: проблеми філософії та історії філософії, духовної культури, соціального пізнання, логіки та інші.
Автор понад 250 наукових праць.

## Основні опубліковані праці
1. Філософія: Навчальний посібник / Осічнюк Ю. В., Сластенко Є. Ф., Зубов В. С., Молчанов І. М. — К.: Атіка, 2003. — 464 с.
2. Сластенко Є. Ф., Ягодзінський С. М. Логіка: Навчальний посібник. — К.: Книжкове видавництво: НАУ, 2005. — 192 с.
3. Сластенко Є. Ф. Логіка: Навчальний посібник. — К.: КІМЄП, 2007. −240 с.
4. Сластенко Є. Ф. Філософія: Навч.-методичний комплекс. — К. : КАМЄМВ, 2010.-178с.
5. Сластенко Є. Ф., Синяков С. В. Философия и социология науки// Вісник інженерної Академії України. — 2012. — № 1. — С.279-283.